# 波切普斯科耶农村居民点
波切普斯科耶农村居民点（俄语：Почепское сельское поселение）是俄罗斯联邦沃罗涅日州利斯基区所属的一个农村居民点。其下辖有4个居民点，行政中心为波切普斯科耶。据2016年统计，该农村居民点的人口为2203人。